# Pseudencya cinnabarina
Pseudencya cinnabarina är en skalbaggsart som beskrevs av Marc Lacroix 1991. Pseudencya cinnabarina ingår i släktet Pseudencya och familjen Melolonthidae. Inga underarter finns listade i Catalogue of Life.